# Shalizhai (köpinghuvudort i Kina, Liaoning Sheng, lat 40,18, long 123,69)
Shalizhai är en köpinghuvudort i Kina. Den ligger i provinsen Liaoning, i den nordöstra delen av landet, omkring 180 kilometer söder om provinshuvudstaden Shenyang. Antalet invånare är 11 236. Befolkningen består av 5 451 kvinnor och 5 785 män. Barn under 15 år utgör 13,0 %, vuxna 15-64 år 74 %, och äldre över 65 år 12,0 %.
Runt Shalizhai är det ganska tätbefolkat, med 104 invånare per kvadratkilometer. Närmaste större samhälle är Dayingzi, 16,3 km norr om Shalizhai. Omgivningarna runt Shalizhai är en mosaik av jordbruksmark och naturlig växtlighet.
Genomsnittlig årsnederbörd är 1 284 millimeter. Den regnigaste månaden är juli, med i genomsnitt 441 mm nederbörd, och den torraste är januari, med 10 mm nederbörd.